# Vyt-lès-Belvoir
Vyt-lès-Belvoir est une commune française située dans le département du Doubs, la région culturelle et historique de Franche-Comté et la région administrative Bourgogne-Franche-Comté.
Ses habitants sont appelés les Vytois et Vytoises.

## Géographie
Le village se trouve au pied de la chaîne du Lomont.

### Climat
Pour des articles plus généraux, voir Climat de la Bourgogne-Franche-Comté et Climat du Doubs.
En 2010, le climat de la commune est de type climat de montagne, selon une étude du Centre national de la recherche scientifique s'appuyant sur une série de données couvrant la période 1971-2000. En 2020, Météo-France publie une typologie des climats de la France métropolitaine dans laquelle la commune est dans une zone de transition entre le climat semi-continental et le climat de montagne et est dans la région climatique  Jura, caractérisée par une forte pluviométrie en toutes saisons (1 000 à 1 500 mm/an), des hivers rigoureux et un ensoleillement médiocre. 
Pour la période 1971-2000, la température annuelle moyenne est de 9 °C, avec une amplitude thermique annuelle de 16,9 °C. Le cumul annuel moyen de précipitations est de 1 456 mm, avec 12,5 jours de précipitations en janvier et 11,2 jours en juillet. Pour la période 1991-2020, la température moyenne annuelle observée sur la station météorologique de Météo-France la plus proche, « Sancey-le-grand », sur la commune de Sancey à 7 km à vol d'oiseau, est de 10,2 °C et le cumul annuel moyen de précipitations est de 1 161,7 mm. 
La température maximale relevée sur cette station est de 37,9 °C, atteinte le 24 juillet 2019 ; la température minimale est de −22 °C, atteinte le 20 décembre 2009,,. 
Les paramètres climatiques de la commune ont été estimés pour le milieu du siècle (2041-2070) selon différents scénarios d'émission de gaz à effet de serre à partir des nouvelles projections climatiques de référence DRIAS-2020. Ils sont consultables sur un site dédié publié par Météo-France en novembre 2022.

## Urbanisme

### Typologie
Au 1er janvier 2024, Vyt-lès-Belvoir est catégorisée commune rurale à habitat dispersé, selon la nouvelle grille communale de densité à 7 niveaux définie par l'Insee en 2022.
Elle est située hors unité urbaine et hors attraction des villes,.

### Occupation des sols
L'occupation des sols de la commune, telle qu'elle ressort de la base de données européenne d’occupation biophysique des sols Corine Land Cover (CLC), est marquée par l'importance des territoires agricoles (57,1 % en 2018), en diminution par rapport à 1990 (62 %). La répartition détaillée en 2018 est la suivante : prairies (40,1 %), forêts (39 %), terres arables (17 %), zones urbanisées (3,9 %). L'évolution de l’occupation des sols de la commune et de ses infrastructures peut être observée sur les différentes représentations cartographiques du territoire : la carte de Cassini (XVIIIe siècle), la carte d'état-major (1820-1866) et les cartes ou photos aériennes de l'IGN pour la période actuelle (1950 à aujourd'hui).

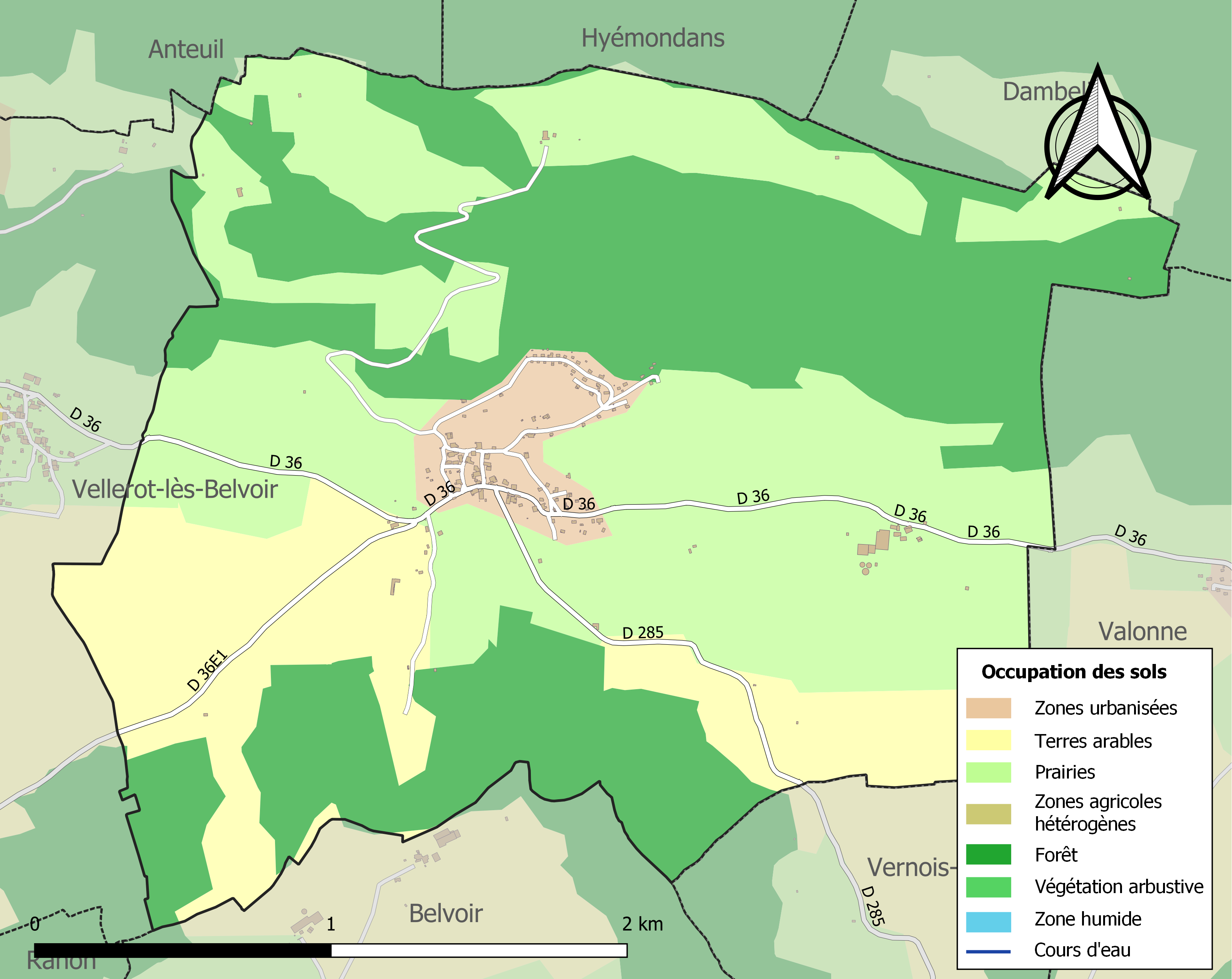
Carte des infrastructures et de l'occupation des sols de la commune en 2018 (CLC).

## Toponymie
Vi en 1136 ; Vil en 1179 ; Vy en 1248 ; Vil en 1278 ; le vaul de Vy en 1386 ; Vy en Montagne en 1456 : Vicarius de Vilo en 1547 ; Vit-les-Belvoir en 1671.
De vicus : village, lès : près de.

## Histoire
Un couvent de religieux est à l'origine de la création du Village. Ce sont les seigneurs de Belvoir, de Neuchâtel et de Châtillon sous Maîche qui s'en partagent les droits féodaux. Le village est dévasté une première fois par les Suisses en 1475, il perd le tiers de ses 180 habitants à la guerre de dix ans. À la Révolution, le prêtre est remplacé par un curé constitutionnel. Au milieu du XIXe siècle, Vyt-lès-Belvoir atteint 300 habitants vivant de l'agriculture et de l'élevage, en 1980 18 exploitations agricoles possèdent plus de 200 vaches. Une meule à chanvre et une tuilerie se sont installées au moulin de Courbabon. l'église a été reconstruite en 1830, et une école a été créée. Après l'exode rural du de la première moitié du XXe siècle, Vyt-lès-Belvoir a consolidé sa population par la construction de nouvelles maisons.

## Héraldique
| Blason de Vyt-lès-Belvoir | Blason  | Tiercé en pairle : au 1) d'or à la roue de moulin de sable, au 2) d'argent au lion de sable, au 3) de gueules au cheval cabré d'argent. |
| Blason de Vyt-lès-Belvoir | Détails | Le statut officiel du blason reste à déterminer.                                                                                        |

## Politique et administration
| Période                                  | Période  | Identité         | Étiquette | Qualité                     |
| ---------------------------------------- | -------- | ---------------- | --------- | --------------------------- |
| mars 2001                                | 2014     | Robert Vernerey  |           |                             |
| mars 2014                                | En cours | Dominique Ponçot | SE        | Retraitée Fonction publique |
| Les données manquantes sont à compléter. |          |                  |           |                             |

## Démographie
L'évolution du nombre d'habitants est connue à travers les recensements de la population effectués dans la commune depuis 1793. Pour les communes de moins de 10 000 habitants, une enquête de recensement portant sur toute la population est réalisée tous les cinq ans, les populations de référence des années intermédiaires étant quant à elles estimées par interpolation ou extrapolation. Pour la commune, le premier recensement exhaustif entrant dans le cadre du nouveau dispositif a été réalisé en 2006.

En 2022, la commune comptait 183 habitants, en évolution de −2,14 % par rapport à 2016 (Doubs : +1,88 %, France hors Mayotte : +2,11 %).
| 1793 | 1800 | 1806 | 1821 | 1831 | 1836 | 1841 | 1846 | 1851 |
| ---- | ---- | ---- | ---- | ---- | ---- | ---- | ---- | ---- |
| 303  | 292  | 307  | 320  | 304  | 331  | 345  | 345  | 338  |

| 1856 | 1861 | 1866 | 1872 | 1876 | 1881 | 1886 | 1891 | 1896 |
| ---- | ---- | ---- | ---- | ---- | ---- | ---- | ---- | ---- |
| 303  | 307  | 285  | 282  | 279  | 249  | 238  | 222  | 207  |

| 1901 | 1906 | 1911 | 1921 | 1926 | 1931 | 1936 | 1946 | 1954 |
| ---- | ---- | ---- | ---- | ---- | ---- | ---- | ---- | ---- |
| 175  | 167  | 131  | 147  | 139  | 152  | 154  | 119  | 114  |

| 1962 | 1968 | 1975 | 1982 | 1990 | 1999 | 2006 | 2011 | 2016 |
| ---- | ---- | ---- | ---- | ---- | ---- | ---- | ---- | ---- |
| 111  | 115  | 124  | 163  | 145  | 172  | 166  | 182  | 187  |

| 2021 | 2022 | - | - | - | - | - | - | - |
| ---- | ---- | - | - | - | - | - | - | - |
| 185  | 183  | - | - | - | - | - | - | - |

## Lieux et monuments
- Parc éolien du Lomont
- Église saints Pierre et Paul : reconstruite en 1833. Située dans le Diocèse de Besançon, elle appartient au doyenné des Plateaux du Doubs. Elle est desservie par la Paroisse sainte Jeanne-Antide Thouret de Sancey-Belleherbe. Le curé est le père Jean-Marie Dufay.

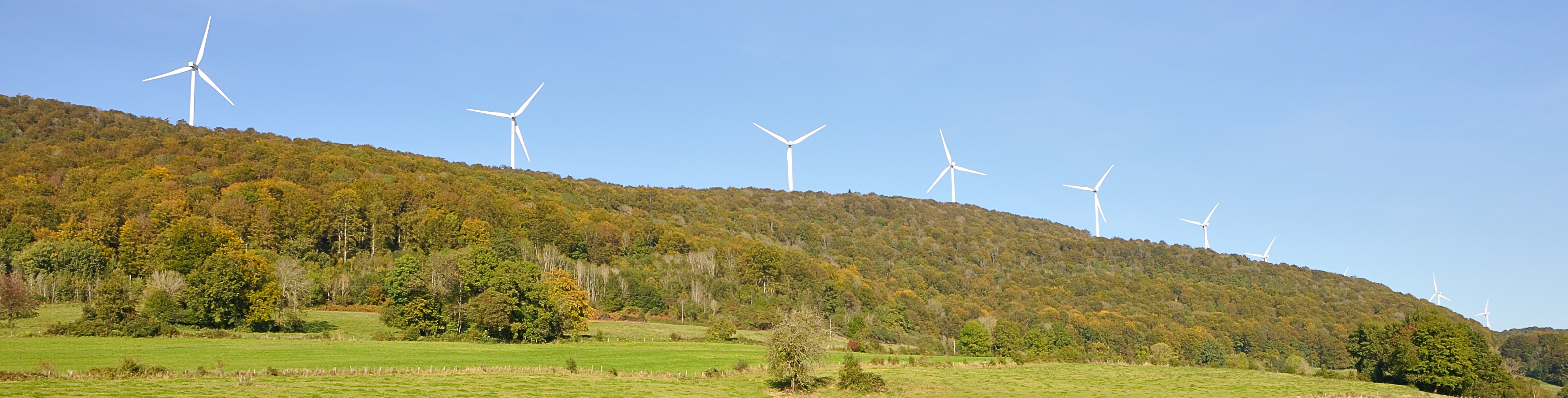
Vue panoramique du parc éolien du Lomont.
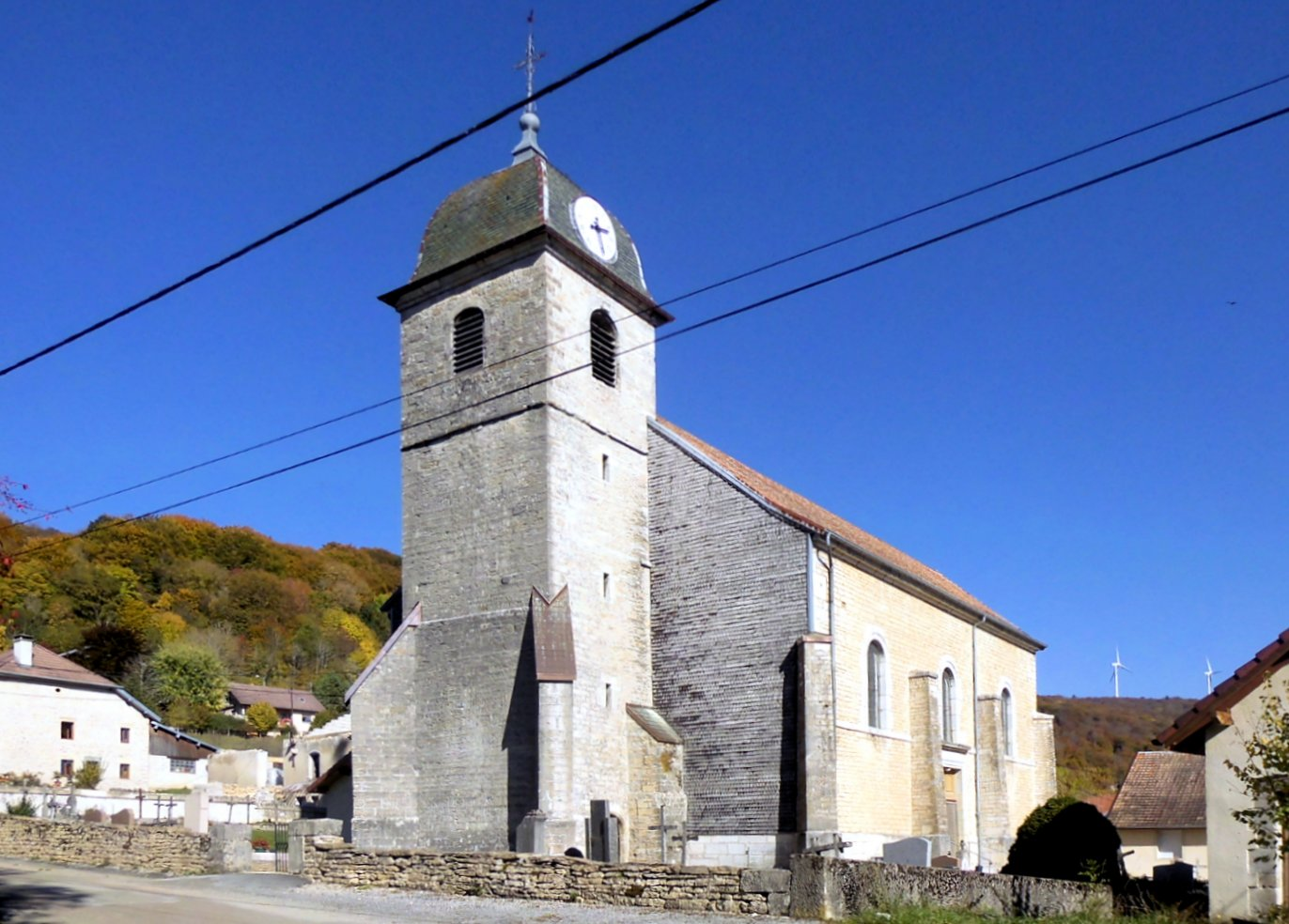
Église Saint-Pierre et Saint-Paul.